# National Airways Cameroon

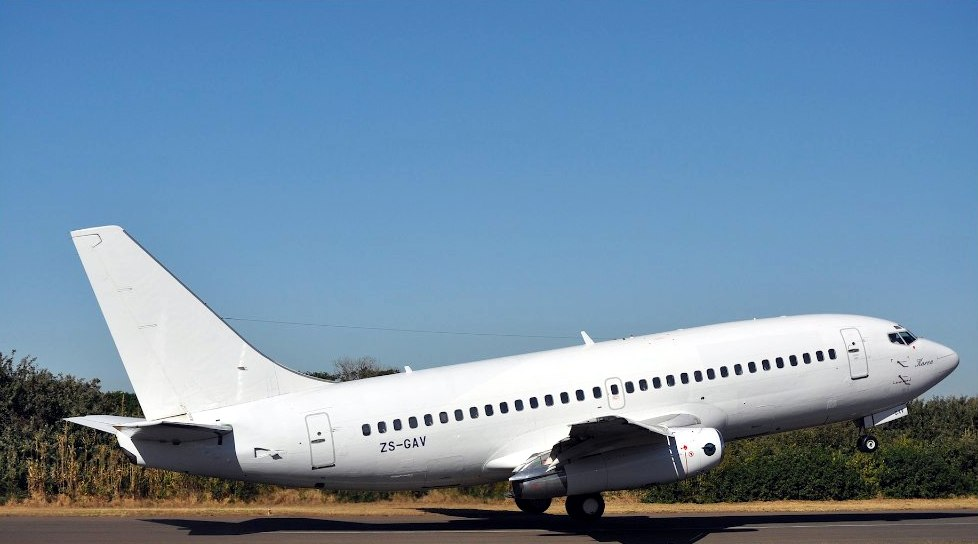
Boeing 737-200

A  National Airways Cameroon  foi uma companhia aérea dos Camarões. Fundada em 1999 nos Camarões. A sua frota continha apenas um modelo de aeronave: o Boeing 737-200.